# نیکون کولپیکس پی۶۰۰۰
نیکون کولپیکس پی۶۰۰۰ (به انگلیسی: Nikon Coolpix P6000) یک دوربین عکاسی کامپکت ساخت شرکت نیکون است.